# Hariwan
Hariwan (Nepali हरिवन Hariwan) ist eine Stadt (Munizipalität) im östlichen Terai Nepals im Distrikt Sarlahi. 
Die Stadt entstand 2014 durch Zusammenlegung der Village Development Committees Atrauli, Dhurkauli, Hariyon und Sasapur. 
Das Stadtgebiet umfasst 86,11 km².

## Einwohner
Bei der Volkszählung 2011 hatten die VDCs, aus welchen die Stadt Hariwan entstand, 42.784 Einwohner (davon 20.821 männlich) in 8369 Haushalten.